# 5737 (ano hebraico)
5737 (hebraico: ה'תשל"ז) foi um ano hebraico correspondente ao período após o pôr do sol de 24 de setembro de 1976 até ao pôr do sol de 12 de setembro de 1977 do calendário gregoriano.
| Mês judaico | Calendário gregoriano                                                                   |
| ----------- | --------------------------------------------------------------------------------------- |
| Tishrei     | após o pôr do sol de 24 de setembro de 1976 até ao pôr do sol de 24 de outubro de 1976  |
| Cheshvan    | após o pôr do sol de 24 de outubro de 1976 até ao pôr do sol de 22 de novembro de 1976  |
| Kislev      | após o pôr do sol de 22 de novembro de 1976 até ao pôr do sol de 21 de dezembro de 1976 |
| Tevet       | após o pôr do sol de 21 de dezembro de 1976 até ao pôr do sol de 19 de janeiro de 1977  |
| Shevat      | após o pôr do sol de 19 de janeiro de 1977 até ao pôr do sol de 18 de fevereiro de 1977 |
| Adar        | após o pôr do sol de 18 de fevereiro de 1977 até ao pôr do sol de 19 de março de 1977   |
| Nissan      | após o pôr do sol de 19 de março de 1977 até ao pôr do sol de 18 de abril de 1977       |
| Iyyar       | após o pôr do sol de 18 de abril de 1977 até ao pôr do sol de 17 de maio de 1977        |
| Sivan       | após o pôr do sol de 17 de maio de 1977 até ao pôr do sol de 16 de junho de 1977        |
| Tammuz      | após o pôr do sol de 16 de junho de 1977 até ao pôr do sol de 15 de julho de 1977       |
| Av          | após o pôr do sol de 15 de julho de 1977 até ao pôr do sol de 14 de agosto de 1977      |
| Elul        | após o pôr do sol de 14 de agosto de 1977 até ao pôr do sol de 12 de setembro de 1977   |

## Dados sobre 5737
- Ano comum incompleto (chaserah): 353 dias
- Cheshvan e Kislev com 29 dias
- Ciclo solar: 25º ano do 205º ciclo
- Ciclo lunar: 18º ano do 302º ciclo
- Ciclo Shmita: 4º ano
- Ma'aser Sheni (dízimo para Jerusalém)

## Fatos históricos
- 1907º ano da destruição do Segundo Templo
- 29º ano do estabelecimento do Estado de Israel
- 10º ano da libertação de Jerusalém